# سيمون كينتون
سيمون كينتون (بالإنجليزية: Simon Kenton)‏ هو مستكشف أمريكي، ولد في 3 أبريل 1755 في مقاطعة فاوكواير في الولايات المتحدة، وتوفي في 29 أبريل 1836 في مقاطعة لوغان في الولايات المتحدة.